# Han van Leeuwen
J.F.C. (Han) van Leeuwen (30 januari 1954) is een Nederlands politicus van D66.
In 2002 werd hij wethouder in Zandvoort en drie jaar later werd Van Leeuwen waarnemend burgemeester van de toenmalige Noord-Hollandse gemeente Bennebroek. In januari 2008 volgde zijn benoeming tot burgemeester van Beverwijk. Per 1 september 2014 is hij met ziekteverlof en een dag later werd Freek Ossel daar als waarnemend burgemeester benoemd. Op 4 juli 2016 werd door Ossel bekendgemaakt dat Van Leeuwen zijn ontslag per 1 januari 2017 heeft ingediend bij de commissaris van de Koning in Noord-Holland.